# Gloeien (natuurkunde)

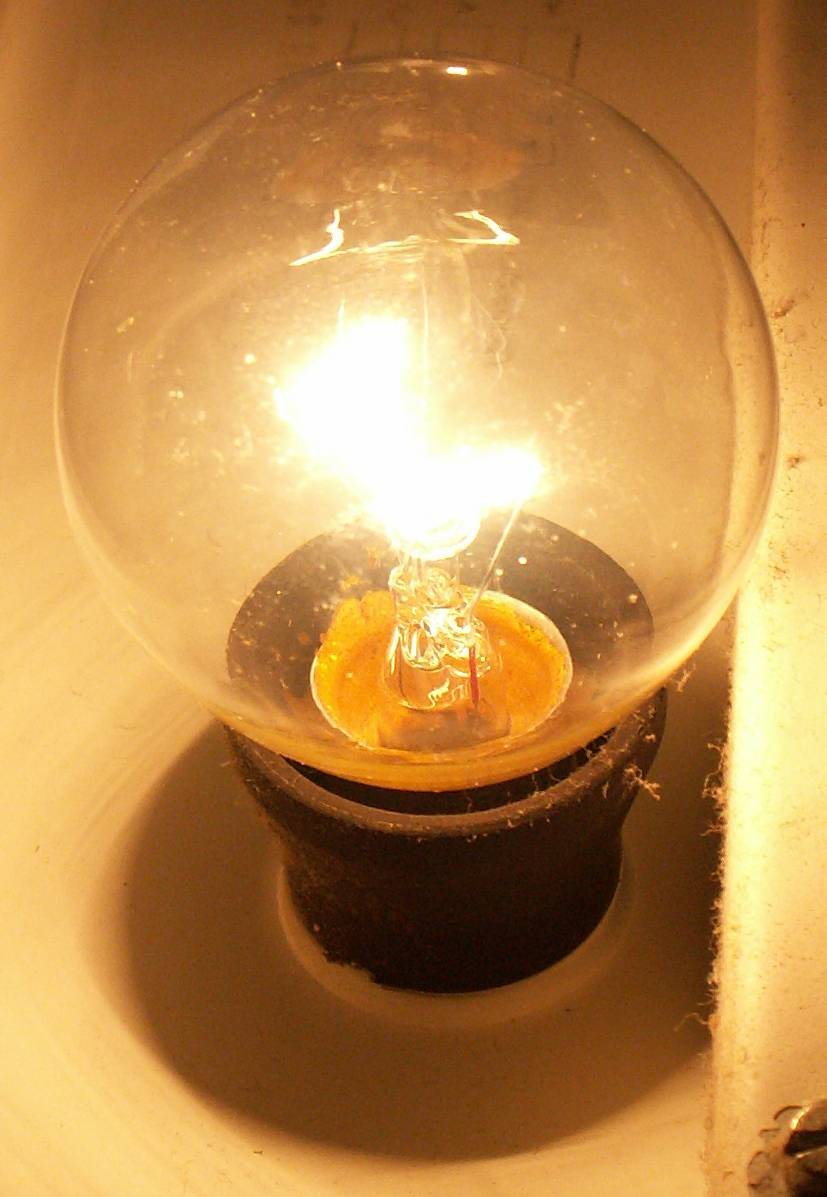
Gloeiende gloeilamp

Gloeien is het proces van het uitzenden van zichtbaar licht door een voorwerp of materiaal dat tot zeer hoge temperaturen wordt verhit. De kleur van de gloeiing zegt iets over de temperatuur. Voorwerpen die helder wit gloeien, zijn warmer dan voorwerpen die flauw rood gloeien.
Elk voorwerp straalt, gebaseerd op zijn oppervlaktestructuur en temperatuur, elektromagnetische straling uit. De straling bestaat in theorie uit alle golflengten, maar de piek ligt bij standaardtemperaturen (rond de 20 graden) in het infrarode spectrum en is daardoor niet zichtbaar. Wanneer een voorwerp wordt verwarmd, verschuift de piek naar een kortere golflengte (dus meer richting zichtbaar licht) en neemt de intensiteit van de uitgezonden straling toe. Als de temperatuur hoog genoeg is, dan zal er voldoende zichtbaar licht worden uitgezonden om door het menselijke oog te kunnen worden waargenomen. Bij ca. 800°C ligt de piek nog steeds in het infrarode spectrum, maar het deel in het zichtbare licht is dan sterk genoeg om te kunnen worden waargenomen. Omdat rood licht de langste golflengte heeft en daardoor het dichtst bij de piek ligt, is het rode licht dominant. Vanaf dat moment spreekt men van gloeien. Bij hogere temperaturen schuift de piek verder door naar het zichtbare licht. Het voorwerp zal dan geel gaan gloeien, doordat er behalve rood licht ook groen licht bij zit. Bij ca. 3000°C ligt het maximum van de uitgezonden straling volledig in de zichtbare band. Alle kleuren zijn dan in het licht aanwezig, waardoor we wit licht zien.  Dit is het bereik van de gloeidraad van een gloeilamp. Bij nog hogere temperaturen neemt het aandeel aan ultraviolette straling steeds verder toe. Dit is het geval bij de zon, welke een oppervlaktetemperatuur heeft van 5500°C. 
De beste stralers worden zwarte stralers genoemd. Dit zijn voorwerpen die geen eigen kleur hebben, maar perfect zwart zijn. Hierdoor wordt hun kleur enkel bepaald door gloeiing. Daarnaast wordt al het licht dat op de zwarte straler valt omgezet in warmte. Voorwerpen die een eigen kleur hebben, emitteren een deel van het geabsorbeerde licht als hun kleur. Ook kunnen deze voorwerpen de warmte omzetten in hun eigen kleur, waardoor een deel van de warmte verloren gaat. Een voorbeeld van een stof die een zwarte straler benadert is koolstof. Een gele vlam bevat veel koolstofdeeltjes - oftewel roet. De roetdeeltjes zenden voornamelijk warmtestraling uit, waardoor ze helder geel zijn. In een blauwe vlam zitten geen roetdeeltjes. De blauwe kleur wordt veroorzaakt door gasdeeltjes die in een aangeslagen toestand komen en daardoor licht in hun eigen kleur uitzenden. 